# St. Maria Magdalena (Seubersdorf)

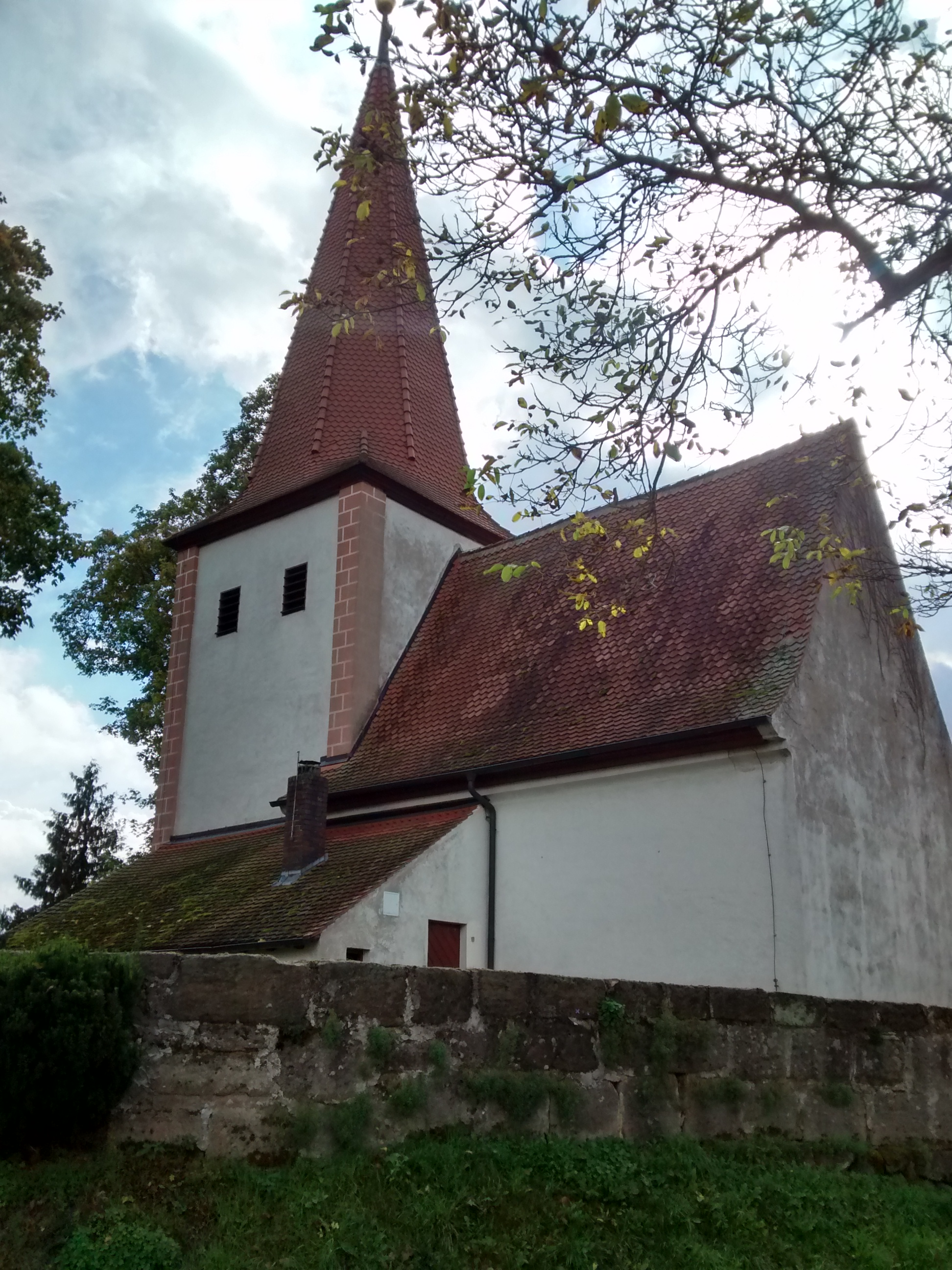
Seubersdorf, St. Maria Magdalena

St. Maria Magdalena ist eine nach Maria Magdalena benannte evangelisch-lutherische Kirche in Seubersdorf (Dekanat Ansbach).
1297 wird eine Ortskapelle bezeugt, über die die Würzburger Familie von Tanneberg das Patronat hatte. Wann die Kapelle zur Wehrkirche umgebaut wurde, ist unklar. Die Kirche hat einen dreigeschossigen Chorturm mit achtseitigem Spitzhelm (Osten) mit spitzdachigem Saalbau (Westen) und Sakristei (Norden) und ist samt Friedhof von einer Mauer umgeben. Ein durchgreifender Umbau im Stil des Bauernbarocks erfolgte um 1705 durch den Ansbacher Markgrafen. Aus dieser Zeit stammt auch die Inneneinrichtung (Doppelempore, Kanzel, Taufstein, Chorgestühl, Langhausgestühl, Sakristeischrank). 1960 erfolgte eine Innenrenovierung.
Ursprünglich war St. Maria Magdalena eine Filiale von St. Andreas (Dietenhofen). Um 1820 bildeten St. Martin (Kleinhaslach), ebenfalls Filiale von St. Andreas, mit St. Maria Magdalena einen Pfarrsprengel. Die Gottesdienste wurden in den Kirchen abwechselnd gehalten. Am 19. Dezember 1842 wurde St. Martin (Kleinhaslach) mit St. Maria Magdalena als Filiale zur Pfarrei erhoben. Zu einem späteren Zeitpunkt erfolgte der Wechsel zu St. Andreas, dessen Filiale es bis heute noch ist. Die Kirchengemeinde hat derzeit 100 Gemeindeglieder.